# شبگرد گلوسفید
شبگرد گلوسفید (نام علمی: Eurostopodus mystacalis) نام یک گونه از سرده شبگرد گوش‌دار است.